# Traktat z Bogue
Traktat z Bogue – podpisany 8 października 1843 r. traktat stanowiący uzupełnienie traktatu nankińskiego pomiędzy Wielką Brytanią a Chinami, wprowadzał zasadę największego uprzywilejowania dla Wielkiej Brytanii.